# Болотов, Иван Николаевич
Иван Николаевич Болотов (род. 19 августа 1977 года) — российский биолог, член-корреспондент РАН (2019).
Доктор биологических наук (2006), директор Федерального исследовательского центра комплексного изучения Арктики имени академика Н. П. Лаверова УрО РАН.

## Научная деятельность
Специалист в области общей биологии.
Основные научные результаты:
- исследованы пути формирования пресноводной фауны северной Евразии и прилегающих островов (в том числе Исландии, Вайгача и Новой Земли) на основе молекулярно-генетических и зоогеографических данных, определено местоположение основных ледниковых рефугиумов;
- открыта макробиоэрозия силикатных горных пород в пресных водах, описана пресноводная линия моллюсков-камнеточцев, обоснована тектоническая модель вселения морских видов в пресную среду обитания (на примере Юго-Восточной и Восточной Азии);
- изучены систематика, эволюция и биогеография пресноводных жемчужниц (сем. Margaritiferidae), унионид (сем. Unionidae) и прудовиков (сем. Lymnaeidae) мировой фауны, описаны новое подсемейство и 7 новых триб этих моллюсков.

Автор 165 научных работ, из них 9 монографий и 89 статей.
Под его руководством защищены 9 кандидатских диссертаций.

## Награды
- Премия имени академика С.С. Шварца (УрО РАН)
- Почётный диплом имени Н.В. Тимофеева-Ресевского (УрО РАН, 20 июня 2019) — за цикл научных работ «Эволюционная биогеография и интегративная таксономия некоторых групп беспозвоночных животных: синтез классических подходов и новых молекулярных методов»